# Phenacogaster franciscoensis
Phenacogaster franciscoensis är en fiskart som beskrevs av Eigenmann, 1911. Phenacogaster franciscoensis ingår i släktet Phenacogaster och familjen Characidae. Inga underarter finns listade i Catalogue of Life.